# Ганиев, Фарит Наилович
Фарит Наилович Ганиев (род. 13 декабря 1964 года) — российский марафонец и бегун на длинные дистанции.

## Карьера
Вице-чемпион России 1995 года по марафону.
Бронзовый призёр чемпионата России 1999 года в беге на 100 км.
Чемпион Европы 2000 года в беге на 100 км. Победитель стокилометрового сверхмарафона «Nacht van Vlaanderen» (2000). Серебряный призёр стокилометрового сверхмарафона «Chancellor Challenge».
Вице-чемпион России в беге на 50 км.
Победитель 4 Зимнего марафона памяти В. А. Дутова (Екатеринбург, 2001). Обладатель серебряной медали 5 Екатеринбургского зимнего марафона (2002). Победитель 13 Дюртюлинского марафон на призы газеты «Кызыл Тан» (2002).
Чемпион России 2003 года по бегу на 100 км. Серебряный призёр стокилометрового сверхмарафона «Nacht van Vlaanderen» (2003). Бронзовый призёр стокилометрового сверхмарафона «Кантабрия» (2003).
В 2004 году завершил карьеру.
Достаточно часто в различных источниках используется написание имени Фарид.